# Vrhnika
Vrhnika (njemački: Oberlaibach) je grad i središte istoimene općine u središnjoj Sloveniji, jugozapadno od Ljubljane. Grad pripada pokrajini Notranjskoj i statističkoj regiji Središnja Slovenija.

## Stanovištvo
Prema popisu stanovništva iz 2002. godine Vrhnika je imala 7520 stanovnika.

## Poznate osobe
- Ivan Cankar, slovenski pisac (1876. – 1918.)
- Marija Brenčič Jelen, slovenska spisateljica (1919. – 2000.)
- Alenka Bikar, slovenska atletičarka
- Mojca Suhadolc, slovenska skijašica
- Jadranko Bitenc, hrvatski pisac knjiga za djecu i mladež, rođen 1951. godine u Vrhniki
- Josef Bruno Fluck von Leidenkron, pravnik, namjesnik Dalmacije, počasni građanin Zagreba i Kotora[1]
- Moriz Bruno von Fluck-Leidenkron, pravnik, brat Josefa Bruna[2]

## Galerija
- Centar grada
- Rodna kuća Ivana Cankara

## Šport
Od 2006. održavaju se Zavas turnir v malem nogometu i Siliko futsal turnir.

## Vanjske poveznice
- Službena stranica općine
- Satelitska snimka grada  Arhivirana inačica izvorne stranice od 29. srpnja 2017. (Wayback Machine)